# クリス・ニコル
クリストファー・ジョン"クリス"ニコル（Christopher John "Chris" Nicholl, 1946年10月12日 - 2024年2月24日）は、イングランド出身の元北アイルランド代表サッカー選手、指導者。

## 来歴

### クラブ
バーンリーでキャリアをスタートさせ、アストン・ヴィラでは1974年から1976年までキャプテンを務めた。1977年のフットボールリーグカップ決勝では2回に及ぶ再試合でチームを統率し、2回目の再試合では40ヤードの距離から決勝点を決めた。1976年のレスター・シティ戦では2ゴール2オウンゴールを記録してこの試合の全得点に関わる珍しい記録を作った（試合は2-2で引き分け）。1977年6月、サウサンプトンに移籍し、228試合に出場した。1983年8月グリムズビー・タウンに移籍し、翌年現役引退。

### 代表
北アイルランド代表では51キャップを記録し、1982 FIFAワールドカップに出場した。

### 指導者
1985年8月、サウサンプトンの監督に就任。アラン・シアラーやマット・ル・ティシエなどを揃えながら慎重な采配の為、指揮した6シーズンで最高順位は1989-90シーズンの7位であった。翌シーズン、チームが14位で終えると1991年5月に解雇された。
1994年、ウォルソール監督に就任すると、ディヴィジョン3で準優勝し昇格を果たした。その後2シーズンはリーグ上位に入る成績を収めていたが、家庭の事情を理由に1997年5月に監督を辞任。
1998年から2000年は北アイルランド代表で助監督を務めた。
後はかつてのアストン・ヴィラのスター選手で結成したアストン・ヴィラ・オールドスターズの監督を務めていた。
晩年は慢性外傷性脳症と闘病していた。2024年2月24日の夜に死去。77歳没。

## 代表歴
- 北アイルランド代表（1974-1983）51試合3得点

### ゴール
| #  | 年月日         | 開催地                                      | 対戦国         | スコア | 結果 | 試合概要               |
| -- | -------------- | ------------------------------------------- | -------------- | ------ | ---- | ---------------------- |
| 1. | 1974年10月30日 | ロースンダ・スタディオン、 ストックホルム   | スウェーデン   | 1–0    | 2–0  | UEFA欧州選手権1976予選 |
| 2. | 1979年5月2日   | ウィンザー・パーク、 ベルファスト           | ブルガリア     | 1–0    | 2–0  | UEFA欧州選手権1980予選 |
| 3. | 1980年6月11日  | シドニー・クリケット・グラウンド、 シドニー | オーストラリア | 1–0    | 2–1  | 親善試合               |